# Diecezja San Jacinto
Diecezja San Jacinto (łac. Dioecesis Sancti Hyacinthi) – rzymskokatolicka diecezja w Ekwadorze. Siedzibą biskupa jest katedra św. Jacka w Yaguachi, tytuł konkatedry nosi również Sanktuarium Dzieciątka Jezus.

## Historia
4 listopada 2009 papież Benedykt XVI na podstawie konstytucji apostolskiej Hyacinthi de Yaguachi ustanowił diecezję San Jacinto de Yaguachi jako sufraganię archidiecezji Guayaquil.
Sanktuarium Dzieciątka Jezus w Durán otrzymało 9 października 2015 tytuł konkatedry.
8 października 2015 została przemianowana na diecezję San Jacinto.

## Ordynariusze
- Aníbal Nieto Guerra OCD (2009–2025)
- Gustavo Escobar (od 2025)